# Kinh điển Phật giáo
Kinh điển Phật giáo có số lượng cực kỳ lớn, thậm chí xưa lấy 84.000 để ước chừng tượng trưng về số lượng pháp uẩn. Kinh văn Phật giáo truyền miệng hoặc được viết ở trên giấy mực được chia theo nội dung làm ba loại là Kinh, Luật và Luận. Phật tử theo các tông phái khác nhau đặt các bộ kinh, luận này ở những vị trí khác nhau. Họ cho rằng các bộ kinh, luận có tầm quan trọng khác nhau đối với họ và giữ thái độ khác nhau đối với kinh điển: từ tôn kính một loại kinh văn nhất định cho đến bác bỏ, xem thường một vài kinh văn nào đó, cho là ngụy tạo. Thế nên, các bộ kinh, luận khó có thể được gọi là Thánh kinh (Sacred scripture) với nghĩa được hiểu như thánh kinh của Kitô giáo hoặc các tôn giáo khác.
Kinh văn Phật giáo có thể chia ra hai loại dựa trên nguồn gốc hình thành kinh như loại tiêu chuẩn (hoặc chủ yếu, canonical) và loại ngoài tiêu chuẩn (hoặc thứ yếu, non-canonical). Thuộc về kinh văn tiêu chuẩn là các bài Kinh (經, sa. sūtra, pi. sutta), nguồn gốc tiếng Phạn, được chép lại lời dạy của chính vị Phật lịch sử Thích-ca Mâu-ni - "Phật lịch sử" ở đây được hiểu một cách chính xác hoặc như một ẩn dụ. Thuộc loại ngoài tiêu chuẩn là các bài luận giải những bộ kinh hoặc luận, cũng như những văn bản trích dẫn kinh, lịch sử hình thành kinh, văn phạm,... của các Đại sư, Luận sư.
Tuy nhiên cũng nên hiểu là cách chia loại như thế có phần tùy tiện và một vài kinh văn có thể được xếp vào một trong hai loại nêu trên, hoặc có thể được xếp vào nhiều hơn một trong những loại được kể bên dưới.

## Kinh điển loại tiêu chuẩn

Tam tạng Pháp sư Huyền Trang vác trên lưng những bộ kinh và luận tiếng Phạn

Tuy có rất nhiều kinh văn loại tiêu chuẩn có nguồn gốc từ chính đức Phật Thích-ca Mâu-ni, nhưng các trường phái Phật giáo lại thường không nhất trí với nhau về mặt thể loại tiêu chuẩn của từng kinh văn, và những lần duyệt văn bản của các Đại tạng kinh cho thấy rất nhiều khác biệt về số lượng và thể loại kinh văn. Nhìn chung, kinh văn được chia thành ba loại theo nội dung: Kinh (những bài thuyết pháp, sa. sūtra, pi. sutta), Luật (sa., pi. vinaya, viết về giới luật của Tăng-già) và Luận hoặc A-tì-đạt-ma (sa. abhidharma, pi. abhidhamma, mang tính chất bàn luận, giải thích, phân tích các bài kinh, nói về các pháp). Ba loại kinh này được gọi chung là Tam tạng (sa. tripiṭaka, pi. tipiṭaka). Riêng Kinh tạng (sa. sūtrapiṭaka) và Luật tạng (sa. vinayapiṭaka) chứa đựng nhiều kinh văn khác nhau, gồm cả các bài giảng về các pháp, các bàn luận, giải thích về các giáo lý, kinh văn nói về vũ trụ, sự tiến hóa của vũ trụ, nói về tiền thân của Phật-đà (Bản sinh kinh), và các bảng liệt kê các pháp khác nhau.
Các kinh văn loại tiêu chuẩn của trường phái Thượng tọa bộ (pi. theravāda) và các trường phái Ni-ca-da (pi. nikāya) khác được tin tưởng là chép lại một cách chân xác chính lời dạy của Phật Thích-ca. Đại tạng kinh của Thượng tọa bộ còn được gọi là Đại tạng kinh Pali vì tạng kinh này được viết bằng tiếng Pali bao gồm khoảng 4 triệu chữ.
Các kinh văn loại tiêu chuẩn của các trường phái theo Đại thừa ra đời sau này cũng được tin tưởng là chép lại lời dạy của đức Phật, nhưng được lưu truyền một cách bí mật qua những linh vật như rồng (long 龍, sa. nāga) hoặc chép lời dạy trực tiếp của những vị Phật hoặc Bồ Tát khác. Khoảng 600 bộ kinh Đại thừa được truyền lại bằng tiếng Phạn hoặc trong những bản dịch tiếng Hán hoặc tiếng Tây Tạng. Đại tạng kinh Đại thừa đầy đủ nhất hiện nay có lẽ là phiên bản bằng tiếng Hán, mặc dù đây chỉ là bản dịch từ tiếng Phạn. Đại tạng này chứa đựng kinh văn của nhiều bộ phái truyền thống xưa (có 18 bộ phái).
Các bộ kinh Đại thừa sớm nhất được viết bằng tiếng Trung kì Ấn Nhã-lợi-an (en. Middle Indo-Aryan), sau được Phạn hóa vào thời vương triều Cấp-đa (sa. gupta), khi tiếng Phạn được xem là ngôn ngữ chính thức tại triều đình. Phần lớn kinh văn Đại thừa được viết với những nét văn hoa bắt chước tiếng Phạn cổ điển bằng Phật giáo tạp chủng phạn ngữ (Buddhist Hybrid Sanskrit, BHS) đây là một dạng phương ngữ Trung kì Ấn Nhã-lợi-an. Một số kinh văn sau này, đặc biệt là những kinh văn có gốc từ đại học Phật giáo Na-lan-đà (sa. nālandā), được viết một cách văn hoa bằng Phạn ngữ thuần túy.
Với các trường phái Kim Cương thừa của Tây Tạng thì Đại tạng kinh Tây Tạng ngoài ba loại kinh văn Kinh, Luật và Luận còn chứa đựng các bộ Đát-đặc-la (sa. tantra) ghi những phép tu luyện bí mật và các bài chú giải về chúng.
Cách phân loại kinh văn theo ba cỗ xe (Tam thừa 三乘, sa. triyāna gồm Đại thừa, Tiểu thừa, và Kim cương thừa) truyền thống có thể làm lu mờ quá trình hình thành kinh văn. Ví dụ như có các kinh văn được gọi là "Tiền đại thừa" (proto-mahāyāna), ví như bài Vô Năng Thắng Quân kinh (sa. ajitasenasūtra), nhưng chúng hoàn toàn thiếu những yếu tố chủ yếu của kinh văn Đại thừa. Ngược lại, một số bài kinh văn hệ Pali của Thượng tọa bộ lại chứa đựng chính những tư tưởng sau này được xem là gắn liền với Đại thừa. Một số kinh văn Đại thừa khác - được xem là hiển giáo - lại thể hiện rõ ràng bản chất mật giáo Đát-đặc-la, đặc biệt là những bài kinh ngắn thuộc hệ Bát-nhã-ba-la-mật-đa. Nhưng cũng có kinh văn thuộc loại Đát-đặc-la lại xuất hiện rất sớm là Đại Tì-lô-giá-na thành Phật thần biến gia trì kinh (zh. 大毗盧遮那成佛神變加持經, sa. mahāvairocanābhisambodhitantra), thường được gọi tắt là Đại Nhật kinh (sa. mahāvairocanasūtra).
Một số bài kinh Phật giáo qua quá trình mở rộng dần dần gần như trở thành một bộ kinh riêng, được gọi là kinh "phương đẳng" (方等) hoặc "phương quảng" (方廣, sa. vaipulya, pi. vipula) là những bộ kinh "rộng lớn bao quát". Như bộ Kim Quang Minh Tối Thắng Vương kinh (zh. 金光明最勝王經, sa. suvarṇaprabhāsottamasūtra) mà nội dung xoay quanh chương trung tâm là chương thứ ba của bộ Đại Phương Quảng Phật Hoa Nghiêm kinh (zh. 大方廣佛華嚴經, sa. buddhāvataṃsaka-mahāvaipulyasūtra) - cũng được gọi tắt là kinh Hoa Nghiêm - được các nhà nghiên cứu cho là một trường hợp điển hình về một bộ kinh đã đào sâu và chắt lọc được nhiều đạo lý bao quát từ các bộ kinh khác nhau và nhiều phần trong bộ Đại Phương Quảng Phật Hoa Nghiêm kinh này vẫn được xem như một kinh văn độc lập, nhất là phần Hoa Nghiêm (sa. gaṇḍavyūha). Kinh Hoa Nghiêm và kinh Diệu Pháp Liên Hoa (zh. 妙法蓮華經, sa. saddharmapuṇḍarīka-sūtra) nhắc đến khái niệm Nhất thừa (zh. 一乘, sa. ekayāna), theo hai bộ kinh này thì nội dung của nó là sự tổng hợp và thống nhất tất cả những giáo lý có trước đó.
Mật tông tại Trung Hoa - còn được biết với tên Chân ngôn tông tại Nhật- thì phát triển một hệ thống kinh văn trên cơ sở cho rằng, các bộ kinh đầu tiên là lời của đức Phật Cồ-đàm, được thuyết giảng dưới dạng Hóa thân (zh. 化身, sa. nirmāṇakāya); bộ kinh thuộc hệ Nhất thừa được Phật thuyết dưới dạng Báo thân, và kinh văn của Mật giáo được truyền dưới dạng Pháp thân (xem thêm Tam thân).

## Kinh điển loại ngoài tiêu chuẩn
Trong thời kì đầu của Phật giáo, kinh văn ngoài tiêu chuẩn, hoặc bán tiêu chuẩn, đã đóng một vai trò quan trọng. Nhiều bộ luận quan trọng tồn tại trong Đại tạng kinh tiếng Pali, tiếng Tây Tạng, Trung Hoa và những ngôn ngữ Đông Á khác.
Kinh điển ngoài tiêu chuẩn tiêu biểu có thể kể đến là bộ Thanh tịnh đạo (pi. visuddhimagga), "con đường dẫn đến thanh tịnh" của đại sư Phật Âm (zh. 佛音, pi. buddhaghosa), một tác phẩm gần như bao gồm tất cả giáo lý của Thượng tọa bộ (pi. theravāda) với rất nhiều trích dẫn từ Đại tạng kinh Pali. Na-tiên tỉ-khâu kinh (zh. 那先比丘經, pi. milindapañhā), còn được gọi là Di-lan-đà vấn đạo kinh, là một kinh văn rất nổi tiếng, đúc kết giáo lý Thượng tọa bộ trong những câu hỏi đáp qua lại giữa Tỉ-khâu Na-tiên (zh. 那先, pi. nāgasena) với một ông vua người Hi Lạp tên là Di-lan-đà (zh. 彌蘭陀, pi. milinda, en. menander), cũng là một kinh văn ngoài tiêu chuẩn tiêu biểu khác.
Tác phẩm Đại thừa khởi tín luận (được những người hâm mộ xem là tác phẩm của Mã Minh) đã ảnh hưởng rất lớn đến giáo lý Đại thừa tại Đông Á, đã được chú giải rất nhiều qua các bài luận của nhiều vị đại sư Trung Quốc, Nhật Bản và Hàn Quốc. Bộ Nhập Bồ-đề hành luận của luận sư Tịch Thiên (zh. 寂天, sa. śāntideva) đã gây ảnh hưởng đến Đại thừa lẫn Kim cương thừa. Một tác phẩm khác của sư là Tập Bồ Tát học luận (sa. śikṣāsamuccaya) lưu lại nhiều trích dẫn từ kinh sách Phạn ngữ ngày nay chưa tìm ra.
Pháp bảo đàn kinh (zh. 法寶壇經) có thể được xem là một tác phẩm bán tiêu chuẩn, và nó cũng là một trong những văn bản được gọi là "kinh" mặc dù không phải do Phật thuyết. Tuy nhiên, cách phân chia "kinh" hay không cũng chỉ là giả định: Trong nguyên văn Hán, bài viết về Lục tổ Huệ Năng được gọi là "kinh" (經), nhưng cách gọi này cũng được người Hoa dùng cho các tác phẩm cổ điển khác như Đạo Đức kinh (zh. 道德經) hoặc Thi kinh (zh. 詩經). Trong kinh Pháp bảo đàn, Huệ Năng trình bày cơ duyên ngộ đạo và nhận y bát cũng như giáo lý thiền. Truyền thống Thiền tông đặc biệt lập cơ sở trên những tác phẩm ngoài tiêu chuẩn ghi lại cuộc đời, cơ duyên hoằng hóa và pháp ngữ của các vị Tổ sư, được gọi là Ngữ lục. Một trong những tác phẩm quan trọng nhất của Thiền gia là Bích nham lục (zh. 碧巖錄)
Phật giáo Tây Tạng lưu lại một loại kinh văn rất đặc thù, được gọi là Tàng lục (zh. 藏錄, bo. གཏེར་མ་). Đây là những văn bản được viết ra, nhưng lại được chôn giấu để người đời sau tìm thấy ở một thời điểm nhất định. Người tìm được Tàng lục được gọi theo tiếng Tây Tạng là Tertön (bo. གཏེར་སྟོན་). Một vài Tàng lục được cất giấu trong các hang động hoặc những chỗ ẩn kín tương tự, nhưng cũng có những bộ được xem là Tâm tàng lục, "cất trong tâm", sẽ được phát hiện bởi Tertön trong tâm thức của chính mình. Trường phái Ninh-mã có lưu giữ một pho Tàng lục to lớn. Nhiều Tàng lục được xem là tác phẩm của Đại sư Liên Hoa Sinh, người giữ vị trí rất lớn trong phái Ninh-mã. Bộ Tàng lục nổi danh nhất có lẽ là bộ Tử thư (bo. བར་དོ་ཐོས་གྲོལ་)
Các loại văn bản ngoài tiêu chuẩn khác giữ vai trò quan trọng trong lĩnh vực lịch sử Phật giáo tại Tích Lan là Đảo sử (zh. 島史, pi. dīpavaṃsa) và Đại sử (zh. 大史, pi. mahāvaṃsa)

## Đại tạng kinh của Thượng tọa bộ và những trường phái Nam Tông khác

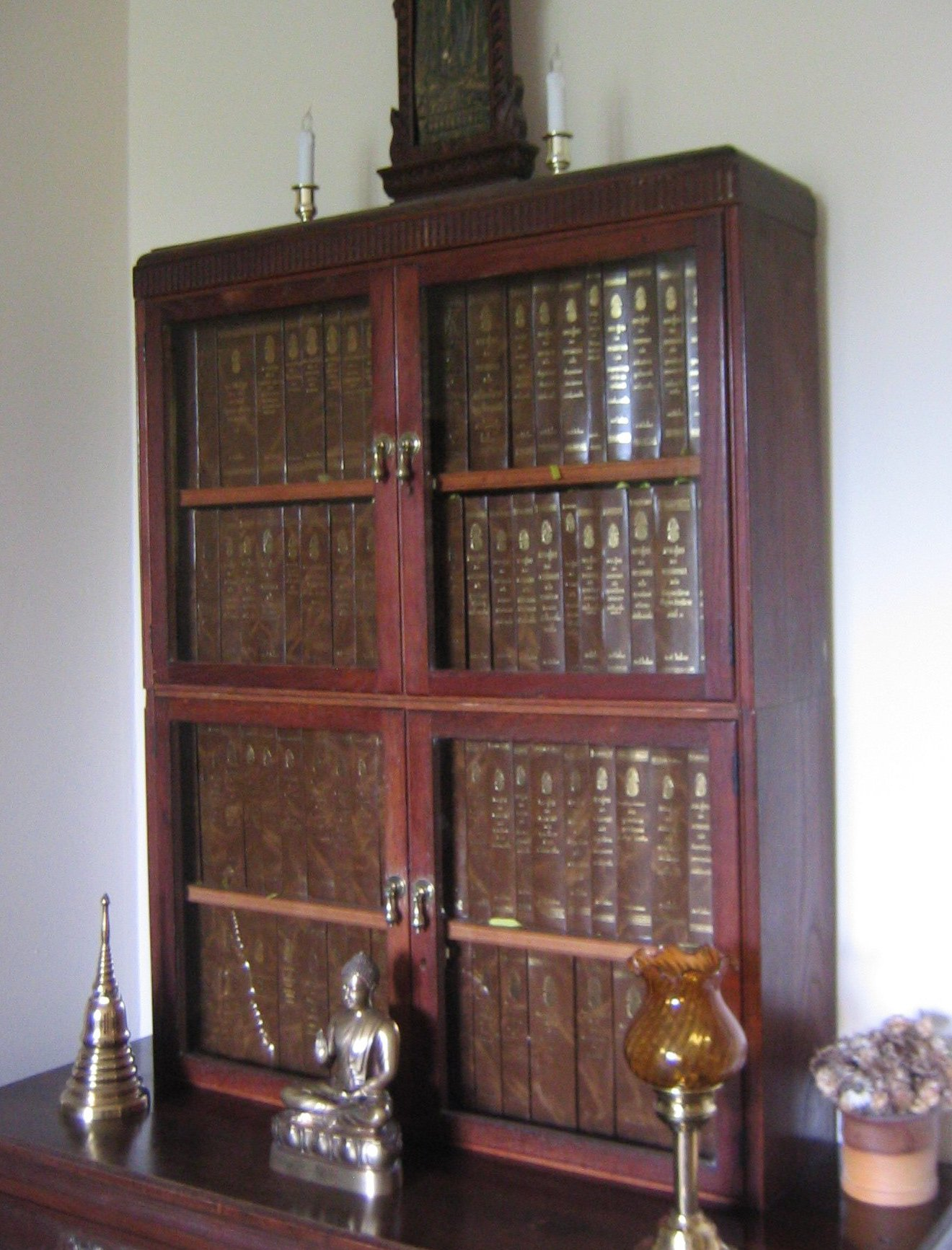
Đại tạng kinh tiếng Pali, phiên bản Thái Lan

Có nhiều tranh luận về cách gọi những trường phải cổ và bảo thủ của Phật giáo cũng như các kinh văn hệ thuộc. Thuật ngữ được dùng nhiều nhất có lẽ là "Tiểu thừa" (zh. 小乘, pi., sa. hīnayāna) nhưng lại bị bài bác vì nhiều lý do. Nhiều người đề nghị dùng từ khác như Bộ phái Phật giáo (hoặc Ni-ca-da) để chỉ ngay đến những kinh văn những trường phái này xem là tiêu chuẩn. Chúng được gọi là Bộ kinh (zh. 部經, pi. nikāya) hoặc A-hàm (zh. 阿含, pi., sa. āgama).
Mặc dù có nhiều kinh văn của các Bộ phái được viết bằng tiếng Phạn, nhưng chỉ còn một Đại tạng kinh duy nhất được lưu lại toàn vẹn, đó là Đại tạng kinh tiếng Pali của Thượng tọa bộ. Kinh văn Pali được phân chia thành ba thời kì. Thời kì đầu, cũng được gọi là thời kì cổ điển, bắt đầu với ba tạng kinh và chấm dứt với Na-tiên tỉ-khâu kinh khoảng thế kỉ thứ nhất trước CN. Sau một thời kì mai một (thời kỳ 2 bắt đầu từ thế kỷ 1 TCN đến thế kỷ 4 SCN), tiếng Pali lại được phục hưng ở thế kỉ thứ 4 với cuộc đời và sự nghiệp của đại sư Phật Âm, và kéo dài đến thế kỉ 12. Thời kì thứ ba này (từ thế kỷ 4 trở đi) trùng hợp với những biến đổi chính trị ở Miến Điện.

### Luật tạng
Luật tạng đề cập đến những vấn đề giới luật trong Tăng-già. Tuy nhiên, từ Luật (dịch từ tiếng Phạn vinaya) cũng được dùng với từ Pháp (pi. dhamma) như một cặp đi đôi, với Pháp là giáo lý và Luật mang nghĩa thực hành, ứng dụng. Thực tế, Luật tạng chứa đựng hàng loạt thể loại kinh văn khác nhau. Dĩ nhiên có những kinh văn chuyên chú về quy luật trong tăng-già, chúng được lập, được phát triển và ứng dụng như thế nào. Nhưng Luật tạng cũng bao gồm những bài giảng về giáo lý, nghi lễ, nghi thức thực hiện các buổi lễ, tiểu sử và các bài nói về tiền kiếp (xem Bản sinh kinh).
Một điểm khá nghịch lý là Ba-la-đề-mộc-xoa (zh. 波羅提木叉, sa. prātimokṣa), một văn bản tương quan mật thiết với giới luật, được dùng nhiều nhất lại không được xếp vào kinh văn tiêu chuẩn.
Có bảy Luật tạng được lưu lại:
- Luật tạng của Thượng tọa bộ (pi. theravādin)
- Luật tạng của Đại chúng bộ (sa., pi. mahāsāṃghika), Thuyết nhất thiết hữu bộ (zh. 說一切有部, sa. sarvāstivādin) và Căn bản thuyết nhất thiết hữu bộ (zh. 根本說一切有部, sa. mūlasarvāstivādin), được viết bằng tiếng Phạn.
- Luật tạng của Hóa địa bộ (zh. 化地部, sa. mahīśāsaka), Ca-diếp bộ (zh. 迦葉部, sa. kāśyapīya) và Pháp tạng bộ (zh. 法藏部, sa. dharmaguptaka), nguyên được viết bằng tiếng Phạn, nhưng hiện chỉ còn trong Hán tạng.

Tác phẩm Đại sự (zh. 大事, sa. mahāvastu) được biên soạn bởi Thuyết xuất thế bộ (zh. 說出世部, sa. lokottaravādin), - một nhánh của Đại chúng bộ - vốn là tiền văn của một luật tạng mà sau này đã bị tách rời. Thế nên, thay vì nói về luật, Đại sự lại chú tâm đến tiểu sử của Phật, ghi thật rõ những tiến trình của ngài qua Thập địa. Nội dung của Đại sự đã được thâu nhiếp và đưa vào bộ Thập địa kinh (zh. 十地經, sa. daśabhūmika-sūtra) của Đại thừa.

### Kinh tạng
Kinh phần lớn là các bài giảng của đức Phật hoặc của một trong những Đại đệ tử của Ngài. Tất cả những gì được ghi lại, ngay cả những gì không phải Phật đích thân thuyết, được xem là Phật ngôn, "lời Phật dạy" (sa., pi. buddhavacana). Ban đầu, các bài giảng của Phật được sắp xếp theo dạng chúng được truyền lại cho đời sau chia ra làm 12 thể loại:
1. Kinh (經, sa. sūtra) hoặc Khế kinh (契經), cũng được gọi theo âm là Tu-đa-la (修多羅), chỉ những bài kinh chính Phật thuyết;
2. Trùng tụng (重頌, sa. geya) hoặc Ứng tụng (應頌), âm là Kì-dạ (祇夜), một dạng kệ tụng mà trong đó nhiều câu được lặp đi lặp lại;
3. Thụ ký (受記, sa. vyākaraṇa), âm là Hoa-già-la-na (華遮羅那), chỉ những lời do Phật thụ ký, chứng nhận cho các Bồ Tát, đệ tử mai sau thành Phật, và những việc sẽ xảy ra...;
4. Phúng tụng (諷頌, sa. gāthā), âm là Ký chú (記註), Kệ tụng (偈頌), âm là Kệ-đà (偈陀), những bài thi ca không có văn xuôi đi trước (trường hàng), xem Kệ;
5. (Vô vấn) Tự thuyết ([無問]自說, sa. udāna) hoặc Tán thán kinh (讚歎經), âm là Ưu-đà-na (憂陀那), chỉ những bài kinh mà Phật tự thuyết, không phải đợi người thỉnh cầu mới trình bày;
6. Nhân duyên (因緣, sa. nidāna) hay Quảng thuyết (廣說), âm là Ni-đà-na (尼陀那), chỉ những bài kinh nói về nhân duyên khi Phật thuyết pháp và người nghe pháp...;
7. Thí dụ (譬喻, sa. avadāna) hoặc Diễn thuyết giải ngộ kinh (演說解悟經), âm là A-ba-đà-na (阿波陀那), chỉ những loại kinh mà trong đó Phật sử dụng những thí dụ, ẩn dụ để dùng việc đời mà gợi mở việc đạo làm người nghe dễ hiểu hơn;
8. Như thị pháp hiện (如是法現, sa. itivṛttaka) hoặc Bản sự kinh (本事經), âm là Y-đế-mục-đa-già (醫帝目多伽), chỉ những bài kinh nói về sự tu nhân chứng quả của các vị đệ tử trong quá khứ, vị lai;
9. Bản sinh kinh (本生經, sa. jātaka), âm là Xà-đà-già (闍陀伽);
10. Phương quảng (方廣), Phương đẳng (方 等, sa. vaipulya) hoặc Quảng đại kinh (廣大經), âm là Tì-phật-lược (毗佛略);
11. Hi pháp (希法, sa. adbhutadharma) hoặc Vị tằng hữu (未曾有), âm là A-phù-đà đạt-ma (阿浮陀達磨), kinh nói về thần lực chư Phật thị hiện, cảnh giới kì diệu, hiếm có mà người phàm không hiểu nổi;
12. Luận nghị (論議, sa. upadeśa), cũng được gọi là Cận sự thỉnh vấn kinh (近事請問經), âm là Ưu-ba-đề-xá (優波提舍), chỉ những bài kinh có tính cách vấn đáp với lý luận cho rõ ngay thẳng, xiên vẹo.

Cách sắp xếp bên trên được các trường phái ngoài Đại thừa chấp nhận, tuy nhiên, Thượng tọa bộ loại bỏ ba phần 6., 7. và 12. ra. Cách phân loại trên cũng được tìm thấy trong Đại tạng của các trường phái Đại thừa.
Tuy nhiên, Thượng tọa bộ đã tìm cách sắp xếp Đại tạng kinh theo cách khác, và kinh của Thượng tọa bộ được xếp lại như sau:

#### Trường bộ kinh & Trường A-hàm kinh
Bao gồm các bài kinh dài nhất trong các loại kinh văn hệ Pali. Trường bộ (zh. 長部, pi. dīghanikāya) văn hệ Pali có 34 bài kinh mà trong đó, hai bài nổi danh nhất là Đại Bát-niết-bàn kinh (zh. 大般涅槃經, pi. mahāparinibbānasuttanta) và Phạm võng kinh (zh. 梵網經, pi. brahmajālasutta). Trường A-hàm (zh. 長阿含, sa. dīrghāgama) của Pháp tạng bộ chỉ còn trong bản dịch Hán văn, bao gồm 30 bài kinh.

#### Trung bộ kinh & Trung A-hàm kinh
Trung bộ (zh. 中部, pi. majjhimanikāya) văn hệ Pali có 152 bài kinh, Trung A-hàm (zh. 中阿含, sa. madhyamāgama) của Thuyết nhất thiết hữu bộ có 222 bài, được lưu lại trong Đại tạng kinh Hán văn.

#### Tương ưng bộ
Bộ kinh này bao gồm nhiều kinh văn ngắn gọn được gom lại theo chủ đề, nhóm và người nói chuyện. Tương ưng bộ (zh. 相應部, pi. saṃyuttanikāya) văn hệ Pali có khoảng 2800 bài kinh, Trường A-hàm (zh. 長阿含, sa. dīrghāgama) của Thuyết nhất thiết hữu bộ chỉ có 1300 bài, được lưu lại trong Đại tạng kinh Hán văn.

#### Tăng chi bộ kinh & Tăng nhất a-hàm kinh
Bao gồm những bài kinh có cùng Pháp số, Tăng chi bộ (zh. 增支部, pi. aṅguttaranikāya) văn hệ Pali có hơn 2.300 bài kinh. Đại tạng kinh chữ Hán lưu lại bộ Tăng nhất a-hàm (zh. 增一阿含, sa. ekottarāgama), được xem là thuộc bộ Đại tạng kinh của Đại chúng bộ.

#### Tiểu bộ kinh & Tạp kinh
Không phải tất cả các trường phái đều có thể loại này, nhưng Tiểu bộ (zh. 小部, pi. khuddakanikāya) văn hệ Pali có nhiều bộ kinh nhỏ rất nổi danh và được ưa chuộng, bao gồm:
- Pháp Cú kinh (zh. 法句; pi. dhammapada): gồm 426 câu kệ trong 26 chương về các nguyên lý căn bản đạo Phật, được lưu truyền rộng trong các nước theo Thượng tọa bộ;
- Tự thuyết (zh. 自說, pi. udāna): gồm 80 bài giảng của đức Phật. Điểm đặc biệt ở đây là những lời của đức Phật tự nhiên thốt ra dạy, không phải do được người khác hỏi mà trả lời. Thế nên cũng gọi là Vô vấn tự thuyết.
- Tập bộ kinh (zh. 集部經, pi. sutta-nipāta): một trong những kinh điển cổ nhất, đặc biệt có giá trị văn chương cao;
- Trưởng lão tăng kệ (zh. 長老僧偈, pi. thera-gāthā): ghi lại 107 bài kệ của các vị Thượng tọa (pi. thera);
- Trưởng lão ni kệ (zh. 長老尼偈, pi. therī-gāthā): gồm 73 bài kệ của các vị ni trưởng lão (pi. therī);
- Bản sinh kinh (zh. 本生經, pi. jātaka), ghi chép các mẩu truyện về những kiếp trước của Phật.

Nhiều bộ kinh bên trên còn tồn tại các bản gốc dạng nguyên ngữ cũng như các bản dịch. Ví dụ như kinh Pháp cú còn tồn tại dưới dạng Pali, ba bản dịch Hán văn, một bản Tạng văn và một bản tiếng Khotan.

### A-tì-đạt-ma
A-tì-đạt-ma có nghĩa là Thắng pháp hoặc là Vô tỉ pháp (zh. 無比法), vì nó vượt (abhi) trên các pháp (sa. dharma), giải thích trí huệ. A-tì-đạt-ma có liên quan đến sự phân tích các hiện tượng và có lẽ xuất phát từ những bảng liệt kê số pháp, ví như 37 Bồ-đề phần. Mặc dù được xếp vào kinh văn tiêu chuẩn, được xem như là lời của đức Phật nhưng các nhà Phật học hiện đại cho rằng, kinh A-tì-đạt-ma được phát triển rất lâu sau khi đức Phật Thích ca nhập diệt, và phần lớn của tạng kinh A-tì-đạt-ma là kết quả của 200 năm sau do công của A-dục vương (thế kỉ 1) kết tập.
A-tì-đạt-ma của Thượng tọa bộ được lưu lại bằng tiếng Pali. A-tì-đạt-ma của Thuyết nhất thiết hữu bộ được viết bằng tiếng Phạn, được lưu truyền trong hai Đại tạng kinh tiếng Hán và tiếng Tạng.
A-tì-đạt-ma phần lớn phân tích, xử lý các hiện tượng và mối quan hệ giữa chúng.
Không phải trường phái Phật giáo nào cũng xem kinh A-tì-đạt-ma là kinh văn tiêu chuẩn. Kinh lượng bộ (zh. 經量部, sa. sautrāntika) cho rằng, Đại tạng kinh chỉ có Kinh và Luật tạng. Việc chối bỏ các pháp thật sự tồn tại - quan điểm chính của A-tì-đạt-ma - của một số trường phái, được xem là một nhân tố quan trọng của sự hình thành trường phái Đại thừa sau này.

### Kinh điển ngoài tiêu chuẩn
Kinh văn ngoài tiêu chuẩn quan trọng đầu tiên có lẽ là Na-tiên tỉ-khâu kinh hay kinh Mi Tiên vấn đáp (Milindapañha), nói về một cuộc đàm thoại giữa một ông vua mộ đạo và một vị Tỉ-khâu trí huệ sắc bén. Bộ này chứa đựng một loạt giáo lý chủ yếu như vô ngã, duyên khởi, v.v. Các học giả sau này xem tác phẩm này là của Thuyết nhất thiết hữu bộ, một trường phái Tiểu thừa khác mặc dù nó được lưu lại Đại tạng của Thượng tọa bộ.
Kinh điển viết bằng tiếng Pali có rất nhiều bản chú giải vẫn chưa được phiên dịch. Chúng được xem là có nguồn từ đầu bút của vị Đại luận sư Phật Âm. Cũng có rất nhiều bản giải thích cho những bản chú giải (bản chú giải các bản chú giải).
Đại luận sư Phật Âm cũng là tác giả của bộ Thanh tịnh đạo luận, "con đường dẫn đến thanh tịnh" được xem là bộ luận trình bày tất cả giáo lý Thượng tọa bộ một cách tổng quát.
Kinh Pháp Bảo Đàn cũng là kinh ngoài tiêu chuẩn, bộ kinh đã ghi chép về phương pháp tu tập giác ngộ qua những hành động và lời giảng dạy của thiền sư không biết chữ là Đại sư Huệ Năng

## Kinh điển Đại thừa
Sau đây là một số kinh điển Đại thừa tiêu biểu:

### Bát-nhã-ba-la-mật-đa kinh

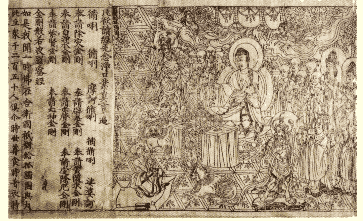
Một trang của Kim cương bát-nhã-ba-la-mật-đa kinh bản Hán văn

Bộ này nói về Bát-nhã, Bát-nhã-ba-la-mật-đa (sa. prajñāpāramitā). Trong hệ thống này, Bát-nhã được xem là khả năng hiểu được "sự thật như nó vẫn là", không chứa bất cứ một luận cứ triết học nào cả, chỉ nhằm thẳng bản chất của sự có, đặc biệt chỉ bằng cách dùng phương pháp nói ngược. Cơ sở quan trọng ở đây là sự vật không có hai mặt, mà trên nó, tất cả những phương pháp nhị nguyên để nhìn vào sự vật đều bị bác bỏ: Các pháp - các hiện tượng - không tồn tại mà cũng không không tồn tại, nhưng lại mang dấu ấn của tính Không, với sự vắng mặt lâu dài của một "bản chất không biết". Nhất tự bát-nhã kinh minh họa quan điểm Bát-nhã-ba-la-mật-đa bằng cách dùng tiếp đầu âm अ a tiếng Phạn. Chữ अ khi gắn vào đầu một từ thì sẽ phủ định nó, cho nó một nghĩa ngược lại.
Nhiều bộ kinh Bát-nhã được biết với tên là độ dài hoặc số dòng kệ tụng chúng chứa đựng. Edward Conze, người đã dịch tất cả những bộ kinh Bát-nhã còn được lưu lại bằng Phạn ngữ sang tiếng Anh, đã nhận ra bốn thời kì phát triển của hệ kinh này:
1. 100 TCN-100: Bảo đức tích tụ bát-nhã (sa. ratnaguṇasaṃcayagāthā) và Bát thiên tụng bát-nhã (sa. aṣṭasāhasrikā).
2. 100-300: Thời kì phát triển với Bát nhã 18.000, 25.000, và 100.000 dòng được biên tập. Kim cương bát-nhã-ba-la-mật-đa kinh (sa. vajracchedikāprajñāpāramitā-sūtra) có thể được viết trong thời gian này.
3. 300-500: Thời kì lắng đọng lại. Bát-nhã tâm kinh và Nhất tự bát-nhã được biên tập.
4. 500-1000: Văn bản thời này bắt đầu mang dấu tích của Mật giáo, chịu ảnh hưởng của Đát-đặc-la.

Kinh điển hệ Bát-nhã đã ảnh hưởng lớn đến tất cả các trường phái Phật giáo Đại thừa.

### Diệu Pháp Liên Hoa kinh
Diệu Pháp Liên Hoa kinh (zh. 妙法蓮華經, sa. saddharmapuṇḍarīka-sūtra) cũng được gọi tắt là kinh Pháp Hoa, có lẽ được biên tập vào thời kì 100 TCN đến 100 CN. Trong kinh này, đức Phật đã chỉ rõ có nhiều cách để giác ngộ, nhưng chúng chỉ là phương tiện nhất thời và thực chất chúng chỉ là một. Các phương tiện khác nhau như Thanh Văn thừa, Độc Giác thừa, hay Bồ Tát thừa thật ra chỉ khác nhau vì nhu cầu phù hợp với căn cơ của hành giả. Phật chỉ tùy cơ duyên, sử dụng các Phương tiện (sa. upāya) mà nói Tam thừa nhưng thực chất chỉ có Phật thừa (sa. buddhayāna) – để dẫn đến Giác ngộ, bao trùm cả Đại thừa lẫn Tiểu thừa.
Một điểm đáng lưu ý ở đây là sự (tái) xuất hiện của Phật Đa Bảo (zh. 多寳, sa. prabhūtaratna) - vốn đã nhập diệt nhiều kiếp trước - vì sự việc này gợi ý là chúng sinh vẫn có thể cầu Phật sau khi Phật nhập Niết-bàn, và như vậy Phật sống vô lượng kiếp vì đã tích tụ vô lượng vô số công đức trong các tiền kiếp. Quan điểm này, không nhất thiết phải bắt nguồn từ kinh Pháp Hoa, đã dẫn đến khái niệm Tam thân của một vị Phật. Trong thời gian sau đó, kinh này quan hệ mật thiết với tông Thiên Thai và tông Nhật Liên tại Nhật Bản.

### Tịnh độ kinh
Có ba bộ kinh chính được xếp vào loại này, đó là: Vô Lượng Thọ kinh (zh. 無量壽經, sa. sukhāvatīvyūha-sūtra), Quán Vô Lượng Thọ kinh (zh. 觀無量壽經, sa. amitāyurdhyānasūtra) và A-di-đà kinh (zh. 阿彌陀經, sa. amitābhasūtra, cũng được gọi là Tiểu Vô Lượng Thọ kinh 小無量壽經). Ba bộ này miêu tả nguồn gốc và bản chất của Tây phương Tịnh độ, nơi ở của Phật A-di-đà, liệt kê 48 lời nguyện của Pháp Tạng khi còn là một vị Bồ Tát. Ngài phát nguyện dựng nên một Tịnh độ, nơi chúng sinh với tâm thức thanh tịnh có thể thác sinh, sửa mình theo Phật pháp mà không gặp chướng ngại. Chúng sinh chỉ cần niệm tên, ngợi ca công đức của Phật A-di-đà là có thể tái sinh vào cõi Cực Lạc. Ba bộ kinh này (Tịnh độ tam bộ kinh 淨土三部經) trở thành cơ sở của Tịnh độ tông mà niềm tin đặt hết vào nơi tha lực trong quá trình tu tập.

### Duy-ma-cật sở thuyết kinh
Duy-ma-cật sở thuyết kinh là một bộ kinh độc lập, được biên tập vào khoảng đầu thế kỉ thứ 2. Bồ Tát Duy-ma-cật xuất hiện dưới dạng cư sĩ để thuyết pháp, nhấn mạnh đến việc tu tập của hàng cư sĩ. Về mặt giáo lý thì kinh này giống kinh Bát-nhã-ba-la-mật-đa. Một chủ đề lớn khác trong kinh này là các Tịnh độ của chư Phật (Phật độ 佛土, sa. buddhakṣetra), đã ảnh hưởng lớn đến Tịnh độ tông sau này. Kinh này rất phổ biến tại các nước theo Đại thừa Phật giáo tại Đông Á như Trung Quốc, Nhật Bản, và Việt Nam, có lẽ vì giáo lý trong kinh thích hợp với Nho giáo.

### Tam-ma-địa kinh
Kinh văn loại này này được xem là những bộ kinh Đại thừa cổ nhất. Chúng nhấn mạnh việc thành tựu các cấp Tam-ma-địa (zh. 三摩地, sa. samādhi), "định", trong lúc ngồi thiền, và như thế gợi thấy là thiền định đã giữ một vị trí quan trọng trong Đại thừa ban sơ. Thuộc loại kinh này là Bát-chu-tam-muội kinh (zh. 般舟三昧經, sa. pratyutpannabuddhasammukhāvasthita-samādhi-sūtra) và Thủ-lăng-nghiêm-tam-muội kinh (zh. 首楞嚴三昧經, sa. śūraṃgamasamādhisūtra).

### Sám hối kinh
Tam uẩn kinh (sa. triskandhasūtra) và Kim quang minh tối thắng vương kinh (gọi tắt là Kim Quang Minh kinh) đặt nặng đến việc tự kể về mình, sám hối tội lỗi. Đặc biệt là bộ kinh Kim Quang Minh được vương triều Nhật Bản thời ấy chú trọng. Một chương của trang này được triều đình dùng để chính thống hóa hình thức cai trị và dùng làm cơ sở cho một đất nước phồn thịnh lý tưởng.

### Đại Phương Quảng Phật Hoa Nghiêm kinh
Là một bài kinh tổng hợp nhiều thành phần, cụ thể là Thập địa kinh (zh. 十地經, sa. daśabhūmika-sūtra) và Hoa Nghiêm kinh. Có lẽ bộ kinh có được dạng này vào khoảng thế kỉ thứ 4, mặc dù các thành phần của nó, như những phần được nói bên trên, được xem là xuất hiện ở thế kỉ thứ 1 hoặc thứ 2. Kinh Hoa Nghiêm được xem là nguồn của sự tôn xưng đức Phật Đại Nhật, sau này, kinh là cơ sở phát triển của bộ Đại Tì-lô-giá-na thành Phật thần biến gia trì kinh (zh. 大毘盧遮那成佛神變加持經, sa. mahāvairocanābhisambodhitantra), một trong hai bộ kinh trung tâm của Chân ngôn tông, cũng được đưa vào Đại tạng kinh Tây Tạng trong nhóm Hành đát-đặc-la (sa. caryā-tantra). Kinh Hoa Nghiêm sau trở thành bộ kinh chính của tông mang cùng tên, tông Hoa Nghiêm tại Trung Quốc với giáo lý xoay quanh sự xuyên suốt của vạn vật.

### Kinh thời chuyển pháp luân thứ ba hay kinh hệ Duy thức

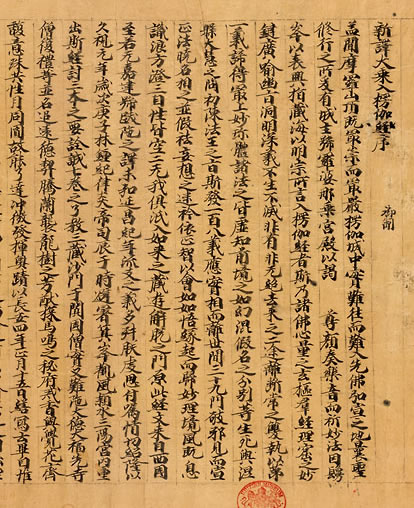
Trang đầu của bộ Nhập Lăng-già kinh, bản Hán văn

Đây là những bộ kinh nói về thuyết "duy tâm", "duy thức" có liên hệ với Du-già hành tông (sa. yogācārin). Kinh Giải thâm mật (~ thế kỉ thứ 2) được xem là bộ kinh cổ nhất của loại này. Kinh này chia giáo lý của Phật thành ba loại và gọi là "ba thời chuyển pháp luân". Thuộc lần "quay bánh xe pháp" đầu tiên là những bài kinh hệ A-hàm của hàng Thanh Văn; thuộc loại kinh thời chuyển pháp luân thứ hai là bộ kinh Bát-nhã-ba-la-mật-đa và cuối cùng, các bộ kinh liệt kê chính chúng vào lần chuyển pháp luân thứ ba. Thêm vào đó, kinh thuộc hai thời đầu được xem là vị liễu nghĩa, "chưa được giảng rõ ràng", mà chỉ những bộ kinh thuộc thời thứ ba này được xem là "liễu nghĩa", bao hàm ý nghĩa trọn vẹn. Bộ Nhập Lăng-già kinh cũng được xếp vào loại này mặc dù có bản chất tổng hợp nhiều giáo lý, pha trộn giáo lý Du-già với hệ thống Như Lai tạng và có vẻ như các vị sư khai sáng Duy thức tông không nhắc đến hoặc không lưu ý đến nó. Kinh này giữ một vị trí quan trọng trong Thiền tông.

### Như Lai Tạng kinh
Thuộc về loại này là các bộ Như Lai tạng kinh (zh. 如來藏經, sa. tathāgatagarbhasūtra), Thắng Man sư tử hống nhất thừa đại phương tiện phương quảng kinh (zh. 勝鬘師子吼一乘大方便方廣經, sa. śrīmālāsiṃhanādasūtra) và Đại bát-niết-bàn kinh (zh. 大般涅槃經, sa. mahāparinirvāṇasūtra) hệ Đại thừa (rất khác với bộ kinh cùng tên văn hệ Pali). Ba bộ kinh này dạy rằng, mỗi chúng sinh đều có Như Lai tạng, được dịch và hiểu là Phật tính, Phật chủng (hạt giống Phật). Phật tính ở đây chính là khía cạnh của mỗi chúng sinh vốn đã giác ngộ và vì vậy có khả năng làm chúng sinh giác ngộ. Đây là một trong những ứng đáp quan trọng nhất từ phía Phật giáo cho vấn đề của nội tại và siêu việt. Giáo lý Như Lai tạng gây ảnh hưởng rất lớn cho nền Phật giáo Đông Á và tư tưởng này có thể được tìm thấy - dưới dạng này hay khác - trong tất cả các trường phái Phật giáo tại đây.

### Kinh tập hợp
Thuộc về loại này là hai bộ kinh rất lớn với tính cách tập hợp những bộ kinh khác. Kinh Đại bảo tích (zh. 大寶積經, sa. mahāratnakūṭasūtra) bao gồm 49 bài kinh riêng biệt, và Đại tập kinh (zh. 大集經, sa. mahāsaṃnipātasūtra), gồm 17 bài kinh tương đối ngắn. Cả hai bộ kinh đều được xem là được biên tập vào thế kỉ thứ 5, mặc dù chứa những bài kinh cổ hơn nhiều.

### Kinh nói về sự thác sinh và nơi thác sinh
Một số kinh tập trung vào các nghiệp dẫn đến sự thác sinh vào những cõi khác nhau, hoặc đặc biệt chú trọng đến giáo lý duyên khởi với 12 nhân duyên.

### Kinh nói về giới luật
Thuộc về loại này là những bộ kinh nói về các nguyên tắc hướng dẫn các vị Bồ Tát. Ba bộ kinh tiêu biểu cho loại này là:
- Phổ Minh Bồ Tát hội (zh. 普明菩薩會, sa. kāśyapaparivarta) nằm trong bộ kinh Đại bảo tích (zh. 大寶積經, sa. mahāratnakūṭasūtra),
- Bồ Tát giới bản (zh. 菩薩戒本, sa. bodhisattvaprātimokṣa) và
- Phạm võng kinh (zh. 梵網經, sa. brahmajālasūtra).

### Kinh nói về những nhân vật được sùng bái
Có nhiều bộ kinh nói về bản chất và công đức của một vị Phật, Bồ Tát, hoặc các Tịnh độ đặc thù của chư vị, bao gồm Văn-thù-sư-lợi (zh. 文殊師利, sa. mañjuśrī), Địa Tạng (zh. 地藏, sa. kṣitigarbha), Phật A-súc (zh. 阿閦, sa. akṣobhya) và Phật Dược Sư (z. 藥師, sa. bhaiṣajyaguru).

### Tiền Đại thừa kinh
Đầu thế kỉ 20, một kho kinh điển được tìm thấy trong một gò đất gần Gilgit, Afghanistan. Một trong số kinh văn được tìm thấy là bộ Vô năng thắng quân kinh (sa. ajitasenasūtra). Kinh này dường như là một sự kết hợp của tư tưởng Đại thừa và Tiền đại thừa. Nội dung kinh diễn biến trong phạm vi ngôi chùa của các tăng-già, giống như trường hợp các bộ kinh văn hệ Pali; kinh không có những điểm tương phản giữa hàng Thanh Văn (hoặc Tiểu thừa) hoặc nhắc đến thánh quả A-la-hán như trường hợp các kinh văn Đại thừa khác như kinh Pháp Hoa hoặc kinh Duy-ma-cật. Tuy nhiên, kinh cũng nhắc đến một A-la-hán thấy được các cõi Phật. Kinh nói rằng việc niệm danh kinh sẽ cứu độ chúng sinh thoát khỏi khổ đau cũng như các đoạ xứ, và một cách thiền quán được kinh văn đề cao là sẽ giúp hành giả thấy với cặp mắt Phật, và nhận giáo lý từ chư vị. Những điểm này rất giống với kinh văn Đại thừa sau này.

### Kinh luận ngoài tiêu chuẩn
Luận văn chú giải, diễn giảng của Đại thừa rất nhiều và rộng, và trong nhiều trường hợp, các bài luận này được xem là quan trọng hơn cả kinh văn tiêu chuẩn.
Căn bản trung quán luận tụng (zh. 根本中觀論頌, sa. mūlamādhyamikakārikā) của Long Thụ (zh. 龍樹, sa. nāgārjuna) là bộ luận nền tảng của triết học Trung quán, có chủ đề như các bộ kinh thuộc hệ Bát-nhã-ba-la-mật-đa mặc dù không hẳn là luận văn chú giải các bài kinh này.
Vào khoảng thế kỉ thứ 9, Tịch Thiên (zh. 寂天. sa. śāntideva) tác phẩm hai luận văn quan trọng là Nhập bồ-đề hành luận (sa. bodhicaryāvatāra) và Tập học luận (sa. śikṣāsamuccaya). Nhập bồ-đề hành luận có ảnh hưởng rất lớn đến nhiều nhánh Đại thừa và cũng là bài luận vừa ý nhất của đức Đạt-lại Lạt-ma thứ 14, Đăng-châu Gia-mục-thố. Luận bắt đầu với việc thực hiện nghi lễ tôn kính, sau đó tiến đến phần giảng giải sáu Ba-la-mật-đa. Chương thứ 9 là một cách trình bày quan điểm Bát-nhã-ba-la-mật-đa của trường phái Trung quán-Cụ duyên (zh. 具緣派, sa. prāsaṅgika) cũng như chê trách những trường phái Phật giáo khác trên cơ sở Trung quán. Tập học luận, như tên cho thấy, là một bài luận tập hợp các giáo lý từ nhiều bài kinh Đại thừa. Nhiều bộ kinh được nhắc đến trong luận đã không còn nữa, chỉ biết được qua những lời trích dẫn trong kinh.
Đại sư Vô Trước (zh. 無著, sa. asaṅga) là người sáng lập trường phái Duy thức. Tương truyền Đại sư đã tiếp nhận nhiều bộ luận từ Bồ Tát Di-lặc tại cung trời Đâu-suất (sa. tuṣita). Những bộ luận đó là:
1. Biện trung biên luận tụng (sa. madhyāntavibhāga-kārikā)
2. Đại thừa kinh trang nghiêm luận tụng (sa. mahāyānasūtralaṅkāra-kārikā)
3. Hiện quán trang nghiêm luận tụng (sa. abhisamayā-laṅkāra-nāmaprajñāpāramitā-upadeśa-śāstra [-kārikā] thường được viết tắt là abhisamayālaṅkāra-śāstra)

Đại sư Vô Trước cũng được xem là tác giả của Nhiếp đại thừa luận (sa. mahāyānasaṃgraha), Du-già sư địa luận (sa. yogācārabhūmi-śāstra) và Đại thừa a-tì-đạt-ma tập luận (sa. abhidharma-samuccaya). Đại thừa a-tì-đạt-ma tập luận có thể được xem là luận văn tổng hợp giáo lý A-tì-đạt-ma và đã trở thành bộ luận tiêu chuẩn trong nhiều trường phái Đại thừa, đặc biệt là tại Tây Tạng. Riêng Du-già sư địa luận có thể là tác phẩm của nhiều người.
Em của Đại sư Vô Trước là Luận sư Thế Thân (zh. 世親, sa. vasubandhu) đã viết nhiều bộ luận Duy thức như:
1. Tam tính luận (sa. trisvabhāva-nirdeśa)
2. A-tì-đạt-ma-câu-xá luận (sa. abhidharmakośaśāstra)
3. Duy thức nhị thập luận (tụng) (sa. viṃśatikāvijñāptimātratāsiddhi-kārikā)
4. Duy thức tam thập tụng (sa. triṃśikā-vijñāptimātratāsiddhi-kārikā)....

Tác phẩm có ảnh hưởng lớn nhất của Luận sư Thế Thân tại Đông Á có lẽ là Duy thức tam thập tụng. Theo một vài nhà nghiên cứu thì có thể có đến hai vị luận sư cùng tên Thế Thân và người trước đã viết bộ A-tì-đạt-ma-câu-xá luận, người sau đã soạn những tác phẩm Duy thức. Tuy nhiên, nhà Phật học Lê Mạnh Thát đã chứng minh trong The Philosophy of Vasubandhu rằng chỉ có một Thế Thân và giả thuyết "hai Thế Thân" có một cơ sở sai lầm.
Trần-na (zh. 陳那, sa. (mahā-)dignāga, diṅnāga) được xem là đại biểu của trường phái Nhận thức học (en. epistemology), gọi theo thuật ngữ nhà Phật là Nhân minh học (sa. hetuvidyā). Tập "đại thành" của Trần-na là Tập lượng luận (sa. pramāṇasamuccaya), được Pháp Xứng (zh. 法稱, sa. dharmakīrti) bổ sung thêm bài luận giải cơ bản, rất có giá trị là Lượng thích luận (zh. 量釋論, sa. pramāṇavarttika-kārikā).
Đại thừa khởi tín luận (sa. mahāyānaśraddhotpāda-śāstra) của Đại sư Mã Minh (zh. 馬鳴, sa. aśvaghoṣa) có ảnh hưởng rất lớn đến nền Phật giáo Đông Á, đặc biệt là trường phái Hoa Nghiêm tại Trung Quốc và Nhật. Các tác phẩm còn lại của Đại sư Mã Minh cũng rất được ưa chuộng.

## Kim Cương thừa kinh

### Đát-đặc-la Phật giáo

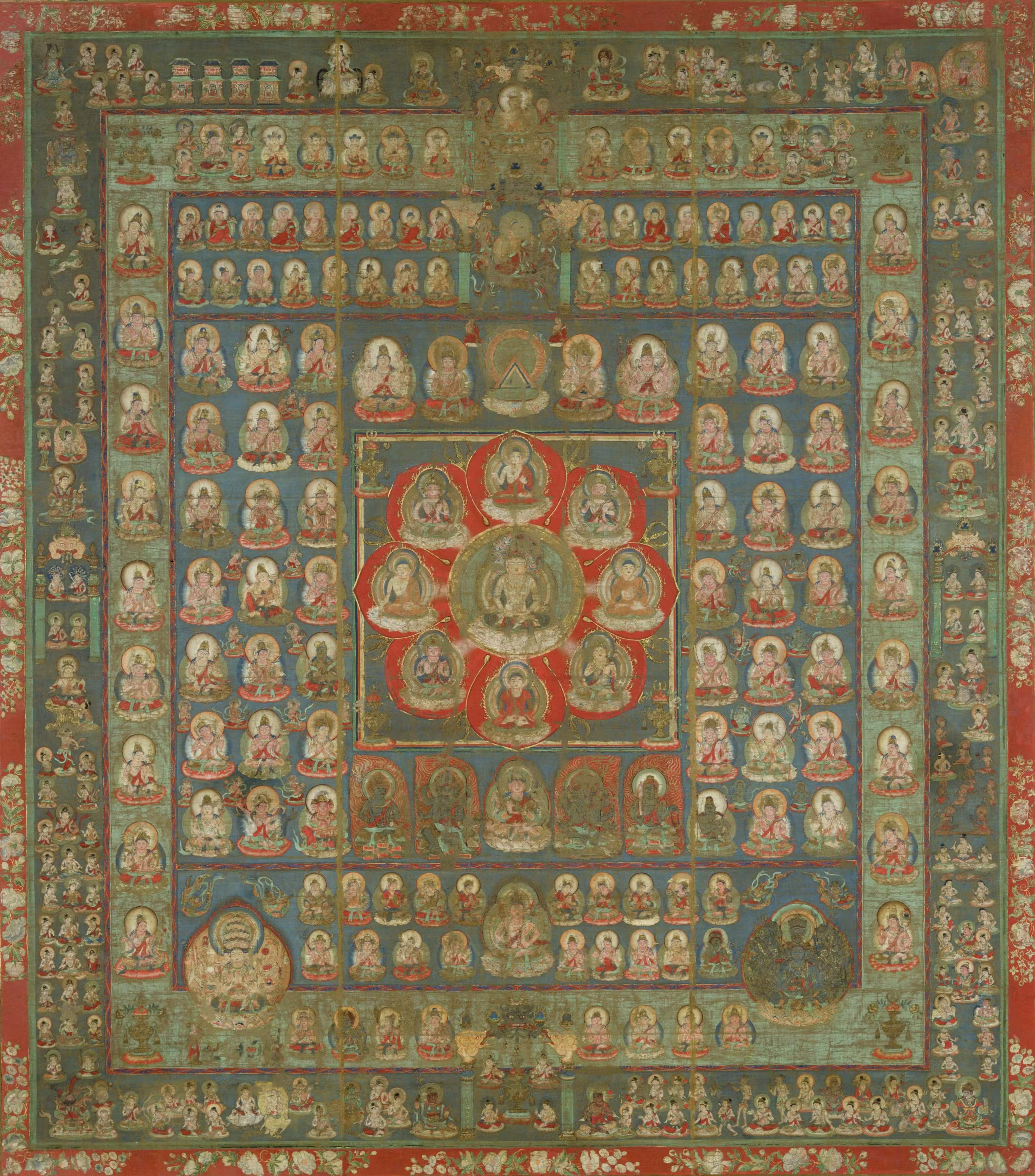
Thai tạng giới mạn-đồ-la (zh. 胎藏界曼荼羅 sa. garbhadhātumaṇḍala) của Chân ngôn tông

Đại tạng kinh của Kim cương thừa (zh. 金剛乘, sa. vajrayāna) bao gồm những kinh văn A-hàm của một số trường phái cũng như kinh điển Đại thừa. Tuy nhiên, những bộ kinh Kim cương thừa đặc thù có chứa các Đạt-đặc-la mới chính là tinh hoa của Đại tạng kinh này. Chúng được xem là lời của đức Phật, Đại tạng kinh Tây Tạng có khoảng 500 Đát-đặc-la (zh. 怛特羅, sa. tantra) và hơn 2000 bài luận giải hệ thuộc. Các bộ Đát-đặc-la có những điểm đặc thù, ví như đặc biệt chú trọng đến nghi lễ cũng như các phép thiền quán.
Truyền thống Tây Tạng sau này phân chia kinh văn Đát-đặc-la thành bốn loại, cụ thể là:
1. Tác đát-đặc-la (sa. kriyā-tantra): chiếm phần lớn kinh văn Đát-đặc-la nhưng có ít tầm quan trọng, xuất hiện giữa thế kỉ thứ 2 và 6. Đát-đặc-la này chú ý đến phép tu luyện thông qua các hành động (nghi lễ v.v...). Mỗi Tát Đát-đặc-la xoay quanh nghi thức thờ cúng một vị Phật hoặc Bồ Tát, và nhiều vị lại đứng quanh những Đà-la-ni (sa. dhāraṇī). Kinh văn tiêu biểu cho nhóm này là Đại vân kinh (sa. mahāmeghasūtra), Văn-thù-sư-lợi căn bản nghi quỹ (zh. 文殊師利根本儀軌經, sa. āryamañjuśrīmūlakalpa), Subhāparipṛcchāsūtra và Aparimitāyurjñānahṛdayadhāraṇī.
2. Hành đát-đặc-la (sa. caryā-tantra): Có một ít kinh văn thuộc thể loại Hành Đát-đặc-la, loại kinh có lẽ xuất hiện vào thế kỉ thứ 6, phép tu luyện hoàn toàn hướng đến việc tôn xưng đức Phật Đại Nhật. Ví dụ tiêu biểu là bộ Đại Tì-lô-giá-na thành Phật thần biến gia trì kinh (zh. 大毘盧遮那成佛神變加持經, sa. mahāvairocanābhisambodhitantra). Đát-đặc-la này sau được xem là kinh văn chính của tông Chân ngôn.
3. Du-già-đát-đặc-la (sa. yoga-tantra): Phép tu luyện cũng hướng đến đức Phật Đại Nhật, bao gồm thêm hai bộ Nhất thiết Như Lai chân thật nhiếp đát-đặc-la (sa. sarvatathāgatatattvasaṃgrahatantra) và Nhất thiết nghiệp chướng thanh tịnh đát-đặc-la (sa. sarvadurgatipariśodhanatantra).
4. Vô thượng du-già-đát-đặc-la (sa. anuttarayoga-tantra): Thể loại Đát-đặc-la cấp cao nhất này tập trung vào sự chuyển hóa tâm thức, ít lưu ý đến các nghi lễ bên ngoài. Chúng thỉnh thoảng được xếp theo Thân phụ đát-đặc-la và Thân mẫu đát-đặc-la:
  - Thứ nhất là loại Du-già vượt trội hơn (sa. yogottara), cũng được gọi là Thân phụ đát-đặc-la hoặc Phương tiện đát-đặc-la (sa. upāyatantra). Việc tu luyện nhắm đến đức Phật A-súc và nữ hành giả tùy tòng là Ma-ma-ki (sa. māmaki). Bộ Bí mật tập hội được xem là thuộc loại này, có lẽ xuất phát từ thế kỉ thứ 8.
  - Thứ hai là những Đát-đặc-la thuộc hệ Bát-nhã hoặc hệ Thân mẫu (cũng được gọi là Du-già-ni đát-đặc-la, sa. yoginī-tantra). Đức Phật A-súc vẫn là mục đích chủ đạo, nhưng giờ đây xuất hiện dưới dạng giận dữ là Thần thể Hê-ru-ka (sa. heruka). Các vị Phật nữ giờ đây đóng vai trò quan trọng hơn nhiều, ngang bằng những vị Phật nam hoặc không chừng là quan trọng hơn. Nhiếp đát-đặc-la (sa. saṃvaratantra) được dịch sang Tạng ngữ trong thế kỉ thứ 8. Những kinh văn khác thuộc nhóm này, ví như Hô kim cương đát-đặc-la (sa. hevajratantra), xuất hiện khoảng thế kỉ thứ 10.

- Thời luân đát-đặc-la thỉnh thoảng được xem là một Bất nhị đát-đặc-la (sa. advayatantra). Bộ này xuất hiện rất trễ trong quá trình phát triển Mật giáo - vào khoảng giữa thế kỉ 11 - được viết bằng tiếng Phạn cổ điển rất chuẩn thay vì tiếng Phạn pha trộn cũng như lối văn ngầm chỉ(sa. saṃdhyābhāṣā) thường thấy trong những bộ khác. Lần đầu tiên giáo lý lại quay về đức Phật Bản Sơ (sa. ādibuddha).

Chứng cứ văn bản cho thấy rằng, một số Đát-đặc-la có nguồn từ Đát-đặc-la hệ Thấp-bà (sa. śaiva), được tiếp thu, thay đổi cho phù hợp cách tu luyện Phật giáo và có nhiều điểm giống nhau về nghi lễ cũng như hình tượng của Phật giáo Đại thừa mà chúng vẫn còn tồn tại đến ngày nay.

### Các tác phẩm khác của Kim cương thừa

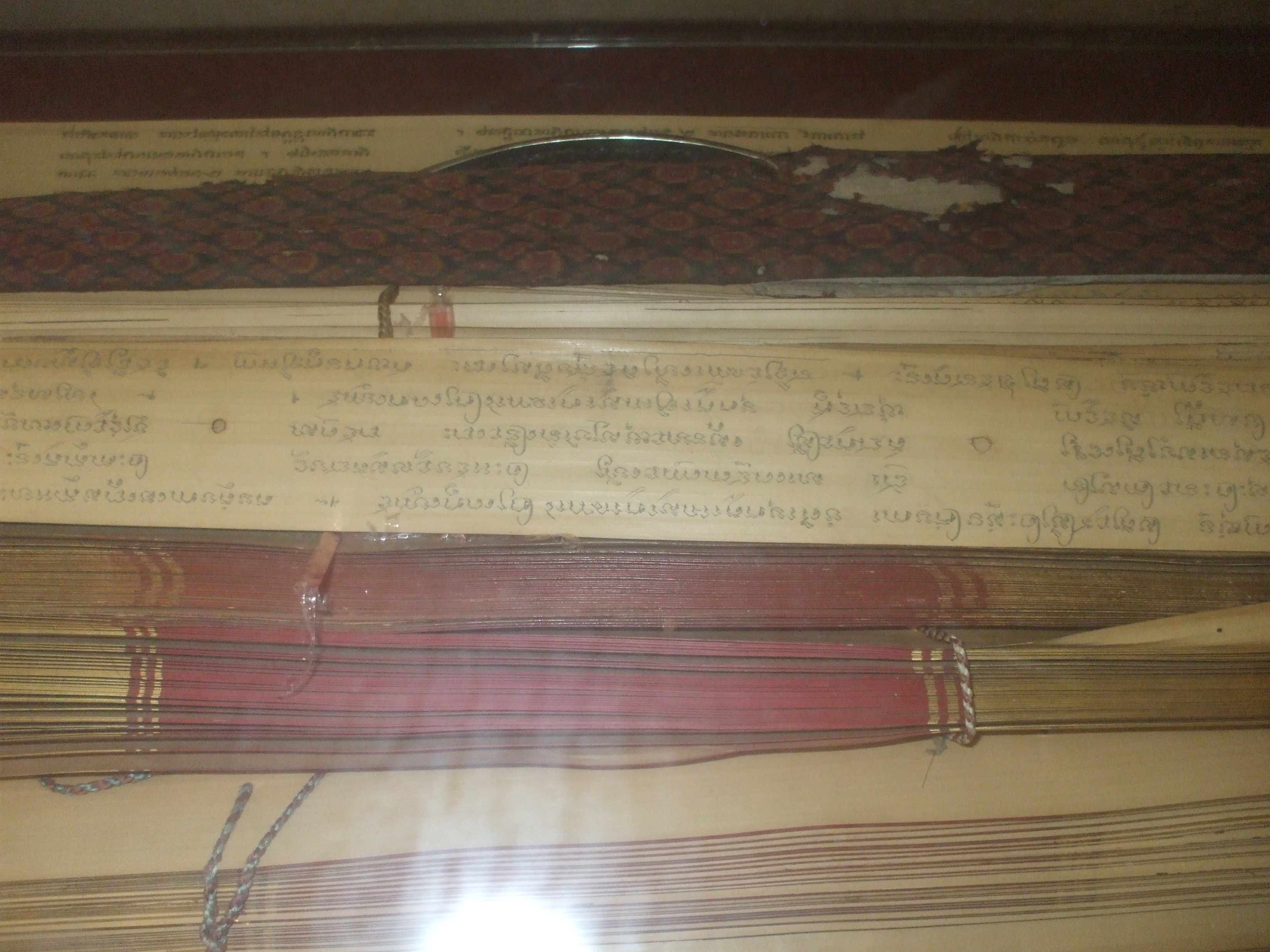
Kinh Phật được chép trên lá, hiện lưu giữ trong hoàng cung Campuchia.

Thành tựu pháp man (sa. sādhanamālā) là một tập nói về các Thành tựu pháp.
Các hành giả Kim cương thừa, cũng được gọi là Thành tựu giả (sa. siddha) thường dạy bằng những bài ca. Những tuyển tập như Sở hạnh ca (sa. caryāgīti), bao gồm những bài ca nói về sở hạnh của nhiều vị Thành tựu giả rất phổ biến. Đạo-bả tập (sa. dohakośa) là một tác phẩm tiêu biểu khác của Đại thành tựu giả Sa-ra-ha (sa. saraha), thế kỉ thứ 9. Mật-lặc-nhật-ba thập vạn ca (100.000 bài ca của Mật-lặc-nhật-ba, en. The Hundred Thousand Songs of Milarepa) cũng rất nổi tiếng.
Tàng lục (zh. 藏錄, bo. གཏེར་མ་) là những văn bản được tác phẩm, nhưng lại được chôn giấu để người đời sau tìm thấy ở một thời điểm nhất định. Liên Hoa Sinh đã viết, và giấu nhiều Tàng lục. Bộ Tàng lục nổi danh nhất có lẽ là bộ Tử thư (bo. བར་དོ་ཐོས་གྲོལ་). Người tìm được Tàng lục được gọi theo tiếng Tây Tạng là Tertön (bo. གཏེར་སྟོན་).
Không Hải có viết một loạt luận giải đặc thù cho truyền thống Chân ngôn tông Nhật Bản.